# Paraphauloppia triforata
Paraphauloppia triforata är en kvalsterart som beskrevs av Lee och Birchby 1991. Paraphauloppia triforata ingår i släktet Paraphauloppia och familjen Oribatulidae. Inga underarter finns listade i Catalogue of Life.